# Часовня тернового венца
Часовня тернового венца (англ. crown of thorns, терновый венец) — деревянная часовня, расположенная в Юрика-Спрингс, штат Арканзас, США.
Часовня была возведена в 1980 году по проекту архитектора Е. Фэй Джонса. При постройке в основном использовались материалы деревьев, произрастающих на северо-западе штата. На стилевые решения при постройке оказало влияние архитектурное направление Школа прерий (Prairie School), популяризованное Фрэнком Ллойдом Райтом, у которого Фэй Джонс некоторое время находился в обучении.
Американский институт архитектуры удостоил здание «четвертьвековой награды» (Twenty-Five Year Award) в 2006 году. В 2000 году часовня была внесена в Национальный реестр исторических мест США.